# Angermund (Düsseldorf)
Angermund, Düsseldorf-Angermund — dzielnica miasta Düsseldorf w Niemczech, w okręgu administracyjnym 5, w kraju związkowym Nadrenia Północna-Westfalia, w rejencji Düsseldorf.  